# Прапор Андорри
Прапор Андорри — прямокутне полотнище, що складається з трьох вертикальних рівних синьої, жовтої й червоної смуг. У центрі середньої жовтої смуги — герб Андорри. Цей триколор — прапор Андорри з XIX століття. Синій і червоний — кольори Франції, а жовтий і червоний — Іспанії: разом вони відображають франко-іспанське заступництво над Андоррою. В центрі прапора — щит із зображенням митри й палиці Урхельського єпископа і двох биків, які символізують об'єднане управління Франції й Іспанії; червоні смуги на жовтому тлі — кольори Каталонії. Девіз на щиті: «Єдність робить сильною» (лат. Virtvs Vnita Fortior). Прапор був прийнятий у 1866 році.

## Конструкція прапора
|                     |
| Конструкція прапора |

## Історичні прапори

Прапор Андорри (1806–1866)
Прапор Андорри під заявленим правлінням Бориса I (1934)
Прапор Андорри (1939–1949)
Прапор Андорри (1949-1959)
Прапор Андорри (1959–1971)